# Параболічна антена

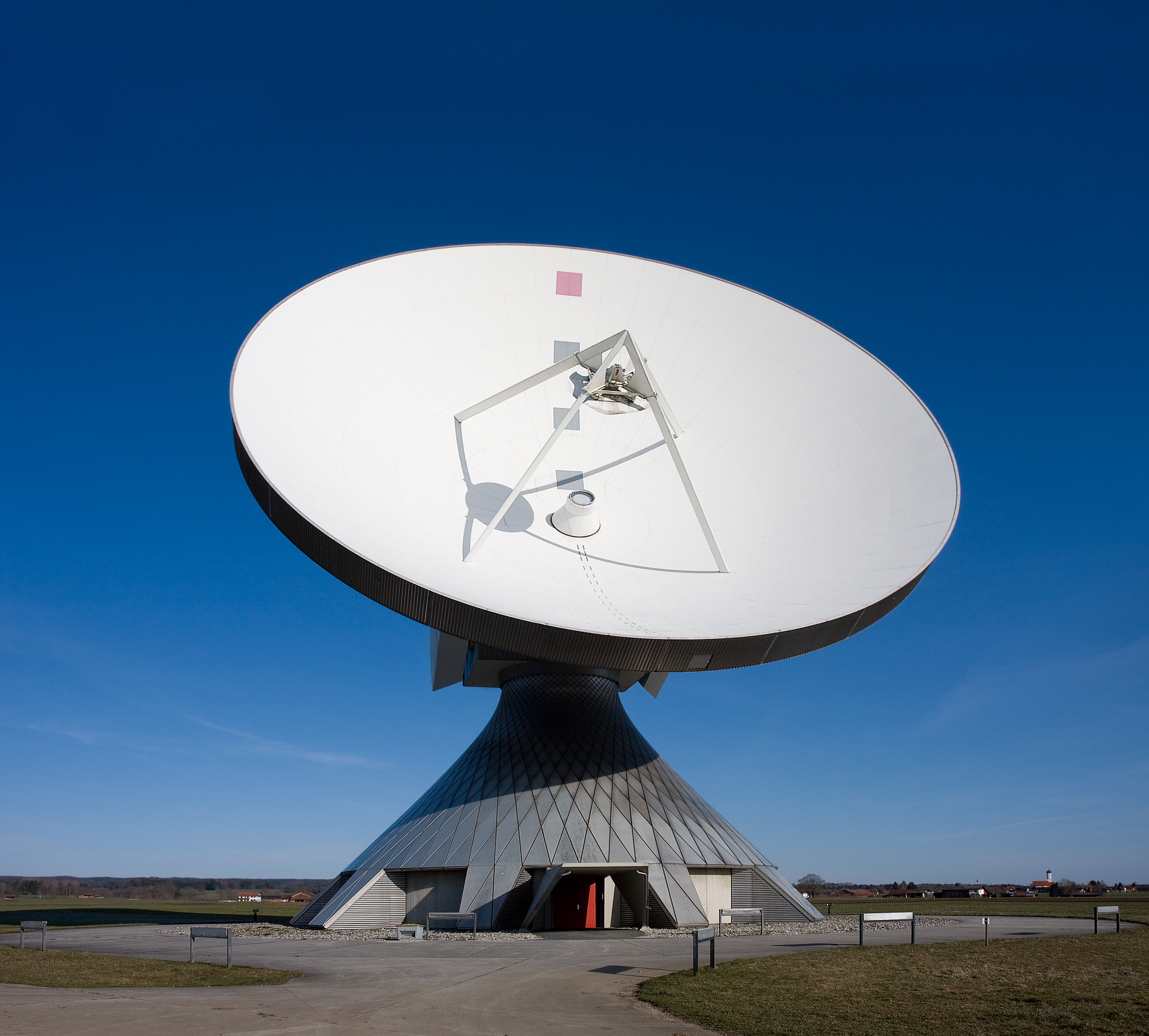
Ердфункштелле, велика параболічна антена супутникового зв’язку в Райстінґу, Баварія, Німеччина, найбільший прилад супутникового зв’язку у світі. Має систему Кассегрена.

Параболічна антена — антена, у якій для спрямування радіохвиль використовується параболічний відбивач — вигнута поверхня з поперечним перерізом у формі параболи. Головною перевагою параболічної антени є висока спрямованість. Вона функціонує подібно до рефлектора прожектора чи ліхтарика, щоб направляти радіохвилі у вузький промінь або приймати радіохвилі лише з одного певного напрямку. Параболічні антени мають одні з найвищих коефіцієнтів підсилення, або, що приблизно те ж саме, найменшу ширину променя. Щоб досягти вузької ширини променя, параболічний відбивач повинен бути набагато більшим, ніж довжина хвилі використовуваних радіохвиль, тому параболічні антени використовуються у високочастотній частині радіоспектра, для дециметрових, сантиметрових і мікрохвиль, для яких довжини хвиль достатньо малі, щоб можна було використовувати рефлектори зручного розміру.
Параболічними є антени супутникового телебачення та антени радіотелескопів. Параболічні антени використовуються як направлені антени для зв’язку точка-точка в таких програмах, як мікрохвильові ретрансляційні канали, які передають телефонні та телевізійні сигнали між сусідніми містами, бездротові канали WAN/LAN для передачі даних, супутниковий зв’язок та зв’язок з космічними кораблями. Інше велике застосування параболічних антен — для радіолокаційних антен, яким потрібно передавати вузький промінь радіохвиль для визначення місцезнаходження кораблів, літаків або ракет. 
Параболічну антену винайшов німецький фізик Генріх Герц під час відкриття радіохвиль у 1887 році. У своїх історичних експериментах він використовував циліндричні параболічні відбивачі як для передачі, так і для прийому сигналу.

Параболічні антени базуються на тій геометричній властивості параболоїда, що шляхи FP_{1}Q_{1}, FP_{2}Q_{2}, FP_{3}Q_{3} мають однакову довжину. Таким чином, сферичний хвильовий фронт, випромінюваний фідерною антеною у фокусі F тарілки, буде відображено в вихідну плоску хвилю L, що поширюється паралельно осі VF.

## Конструкція
Принцип роботи параболічної антени полягає в тому, що точкове джерело радіохвиль у фокусі параболоїдного відбивача із провідного матеріалу буде відбиватися в майже паралельний промінь хвиль уздовж осі відбивача. І навпаки, плоска хвиля, що надходить паралельно осі, буде сфокусована в точку у фокусі.
Типова параболічна антена складається з металевого параболічного рефлектора з невеликою фідерною антеною, підвішеною перед рефлектором у його фокусі і спрямованою назад на рефлектор. Рефлектор — це металева поверхня, сформована у вигляді параболоїда обертання й зазвичай усічена по колу, яке й визначає діаметр антени. У передавальній антені радіочастотний струм від передавача подається через кабель до фідерної антени, яка перетворює його на радіохвилі. Радіохвилі випромінюються назад до параболоїда фідерною антеною та відбиваються від параболоїда у вигляді паралельного променя. У приймальній антені вхідні радіохвилі відбиваються від антени та збираються в її фокусі, а розташована там приймальна антена перетворює радіохвилі на електричний струм, який далі кабелем передається до радіоприймача.

### Параболічний відбивач

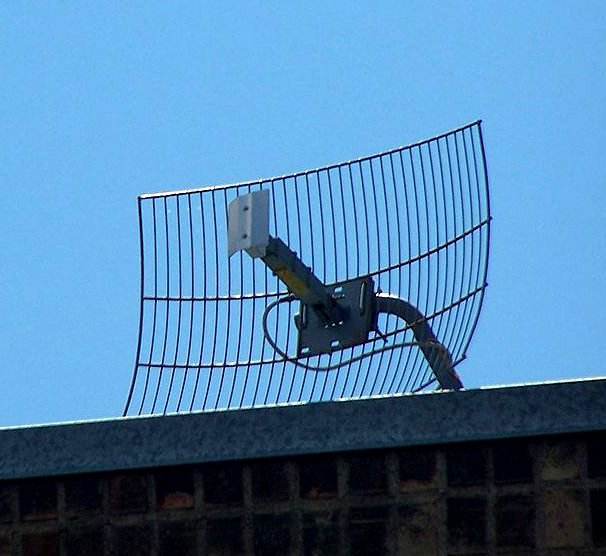
Параболічна антена з дротяної сітки, яка використовується для передачі даних MMDS на частоті 2,5-2,7 ГГц. Під її невеликим алюмінієвим відбивачем на штанзі розташований вертикальний диполь, що випромінює вертикально поляризовані мікрохвилі.

Відбивач (також званий рефлектором) може бути виготовлений з листового металу або дротяної решітки, і може мати круглу або складнішу форму. Металева сітка відбиває радіохвилі так само ефективно, як суцільна металева поверхня, якщо її отвори менше однієї десятої довжини хвилі, тому для зменшення ваги та вітрового навантаження часто використовуються несуцільні рефлектори. Щоб досягти максимального підсилення, форма антени має бути точною в межах невеликої частки довжини хвилі, щоб гарантувати, що хвилі від різних частин антени надходять у фокус у фазі. Великі рефлектори часто вимагають підтримуючих фермових конструкцій позаду них, щоб забезпечити необхідну жорсткість.
Рефлектор, виготовлений із решітки з паралельних дротів або брусків, орієнтованих в одному напрямку, діє як поляризаційний фільтр. Він відбиває лише лінійно поляризовані радіохвилі з електричним полем, паралельним дротам відбивача. Цей тип антен часто використовується в радіолокаційних антенах. У поєднанні з лінійно поляризованою фідерною антеною це допомагає відфільтрувати шум у приймачі та зменшити похибки.
Блискучий металевий параболічний відбивач може фокусувати й сонячні промені. Параболічна антена, спрямована на сонце, може сконцентрувати достатню кількість сонячної енергії, щоб сильно перегріти розташований у фокусі приймач, тому суцільні відбивачі завжди покривають шаром фарби.

### Фідерна антена
Фідерна антена у фокусі рефлектора зазвичай є антеною з низьким коефіцієнтом підсилення, наприклад напівхвильовим диполем або (частіше) невеликою рупорною антеною, яка називається фідерним рупором. У складніших конструкціях, таких як кассегренівська або грегоріанська, використовується вторинний відбивач, який переправляє енергію від первинного відбивача на фідерну антену. Фідерна антена під’єднана до радіочастотного передавального або приймального обладнання за допомогою коаксіального кабелю або хвилеводу.
На мікрохвильових частотах, які використовуються в багатьох параболічних антенах, для проведення мікрохвиль між фідерною антеною та передавачем або приймачем потрібен хвилевід. Через високу вартість хвилеводів у багатьох параболічних антенах безпосередньо на фідерній антені розташована електроніка, яка перетворює прийнятий сигнал на сигнал нижчої проміжної частоти, який вже йде до приймача через дешевший коаксіальний кабель. Такий перетворювач називається понижувальним конвертером. Подібним чином, у фокусі передавальної антени може бути розташований мікрохвильовий передавач.
Однією з переваг параболічної антени є те, що більша частина її конструкції (усе, окрім фідерної антени) є нерезонансною, тому вона може працювати в широкому діапазоні частот (тобто в широкій смузі пропускання). Все, що необхідно для зміни частоти роботи, це замінити фідерну антену на таку, яка працює на потрібній частоті. Деякі параболічні антени передають або приймають на кількох частотах, маючи кілька фідерних антен, встановлених у фокусі, близько одна від одної.
  

## Типи

Основні типи параболічних антенних фідерів

Параболічні антени розрізняють за формами:
- Параболоїд (paraboloidal або dish). Рефлектор має форму параболоїда, усіченого круглим краєм. Це найпоширеніший вид. Він випромінює вузький олівцевий пучок вздовж осі антени.
  - Огорнутий параболоїд (shrouded dish). Іноді до краю параболоїда кріпиться циліндричний металевий бортик[3], який захищає антену від випромінювання під кутами поза віссю головного променя, зменшуючи бічні пелюстки. Іноді такий бортик також використовується для запобігання перешкодам від наземних мікрохвильових передавачів, наприклад, коли кілька сусідніх антен використовують одну частоту. Зсередини бортик покривають матеріалом, що поглинає мікрохвилі. Бортики можуть зменшити випромінювання у задню пелюстку на 10 дБ[3].
- Циліндрична (cylindrical). Такий відбивач вигнутий лише в одному напрямку та плоский в іншому. Радіохвилі фокусуються не в точці, а вздовж лінії. Інколи джерелом живлення є дипольна антена, розташована вздовж фокальної лінії. Циліндричні параболічні антени випромінюють промінь у формі віяла, вузький вздовж однієї осі й широкий вздовж іншої. Кінці рефлектора іноді закриті плоскими пластинами, щоб запобігти випромінюванню з цих кінців.
- Фігурна антена (shaped-beam antennas). Сучасні рефлекторні антени можуть бути розроблені для створення променя певної форми, а не просто вузьких олівцевоподібних або віялоподібних пучків, як у простих параболоїдів і циліндричних антен[4]. Щоб контролювати форму променя, використовуються два способи, часто в комбінації:

- Фігурні відбивачі (shaped reflectors). Параболічному відбивачу можна надати некруглу форму або різну кривину в горизонтальному та вертикальному напрямках, щоб змінити форму променя. Це часто використовується в антенах радарів. Як правило, чим ширша антена в заданому поперечному напрямку, тим вужчою буде діаграма спрямованості в цьому напрямку.

- Антена «апельсинова кірка» ("Orange peel" antenna). Використовується в пошукових радарах. Це довга вузька антена у формі літери «C». Вона випромінює вузький вертикальний віялоподібний пучок.

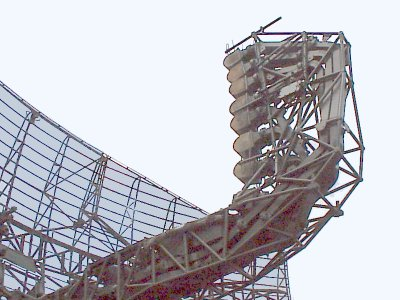
Фідерний масив на радіолокаційній антені спостереження в аеропорту

- Фідерні масиви (arrays of feeds). Щоб отримати пучок довільної форми, замість одного рупорного каналу можна використовувати масив рупорних каналів, згрупованих навколо фокуса. Антени з решітками живлення часто використовуються на супутниках зв’язку, зокрема супутниках прямого мовлення, для створення діаграми спрямованості для покриття певного континенту чи іншої необхідної зони покриття. Вони часто використовуються з вторинними рефлекторними антенами, такими як кассегренівська.

Параболічні антени також розрізняють за типом живлення, тобто за тим, як на антену подають радіохвилі:
- Осьова або передня подача. Це найпоширеніший тип подачі, з фідерною антеною, розташованою у фокусі відбивача і спрямованою назад до відбивача. Недоліком цього типу є те, що фідерна антена та її опори блокують частину променя, що обмежує ефективність апертури до 55–60%[3].
- Позаосьова або зміщена подача. Рефлектор є асиметричним сегментом параболоїда, тому фокус і фідерна антена розташовані з одного боку антени. Метою цієї конструкції є переміщення конструкції подачі за межі траєкторії променя, щоб вона не блокувала промінь. Ця конструкція широко використовується в домашніх супутникових антенах, які настільки малі, що інакше фідерна антена блокувала б значну частину сигналу. Позаосьову конструкцію також можна використовувати в складніших системах, таких як кассегренівська та грегоріанська, наведені нижче.
- Кассегренівська. В кассегренівській антені джерело живлення розташоване на параболоїді або позаду нього. Воно випромінює вперед, освітлюючи опуклий гіперболоїдний вторинний відбивач у фокусі параболоїда. Радіохвилі від фідера відбиваються від вторинного рефлектора на параболоїд, який знову відбиває їх вперед, утворюючи вихідний промінь. Перевагою такої конфігурації є те, що джерело живлення з його хвилеводами та електронікою не треба підвішувати перед тарілкою, тому його використовують для антен зі складними або громіздкими джерелами, таких як великі антени супутникового зв’язку та радіотелескопи. Ефективність апертури становить 65–70%[3].
- Григоріанська. Подібна до кассегренівської конструкції, за винятком того, що вторинний відбивач має увігнуту ( еліпсоїдну) форму. Можна досягти ефективності апертури понад 70%[3].

## Схема подачі

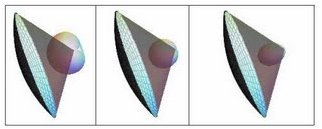
Вплив діаграми спрямованості фідерної антени (невелика гарбузоподібна поверхня) на переливання. Ліворуч: для фідерної антени з низьким коефіцієнтом підсилення значна частина її випромінювання потрапляє за межі відбивача. Праворуч: для фідерної антени з вищим підсиленням майже все випромінювання потрапляє на відбивач.

Діаграма спрямованості фідерної антени має бути адаптована до форми відбивача, оскільки вона сильно впливає на ефективність апертури, яка визначає коефіцієнт підсилення антени. Випромінювання від джерела, яке падає за межі відбивача, називається переливанням і втрачається, зменшуючи підсилення та збільшуючи бічні пелюстки, а в приймальних антенах також підвищуючи сприйнятливість до шуму й таким чином спричиняючи завади. Максимальне підсилення досягається тоді, коли тарілку рівномірно освітлено постійною напруженістю поля до її країв. Тому ідеальною діаграмою спрямованості фідерної антени була б постійна напруженість поля по всьому тілесному куту тарілки, яка різко падає до нуля на краях. Однак реальні фідерні антени мають діаграми спрямованості, які поступово спадають на краях, тому фідерна антена є компромісом між прийнятно низьким переливанням і адекватним освітленням. Для більшості фідерів оптимальне освітлення досягається, коли потужність біля краю відбивача на 10 дБ менша, ніж максимальне значення в його центрі.

### Поляризація
Діаграми електричних і магнітних полів, створюваних параболічною антеною, є просто збільшеним зображенням полів, які випромінює фідерна антена, тому поляризація визначається фідерною антеною. Щоб досягти максимального підсилення, обидві фідерні антени (передавальна та приймальна) повинні мати однакову поляризацію. Наприклад, вертикальна дипольна фідерна антена випромінює промінь радіохвиль з вертикальним електричним полем, що називається вертикальною поляризацією. Для їх прийому приймальна фідерна антена також повинна мати вертикальну поляризацію. Якщо в цьому випадку проводити спостереження на горизонтальній поляризації, прийнята потужність сигналу сильно зменшиться.
Щоб збільшити швидкість передачі даних, деякі параболічні антени передають на двох окремих радіоканалах на одній частоті з ортогональною поляризацією, використовуючи окремі фідерні антени, - це називається антеною подвійної поляризації. Наприклад, сигнали супутникового телебачення передаються із супутника по двох окремих каналах на одній частоті з використанням правої та лівої кругової поляризації. У домашній супутниковій антені вони приймаються двома маленькими монопольними фідерними антенами, орієнтованими під прямим кутом. Кожна антена підключається до окремого приймача.
Якщо сигнал з одного поляризаційного каналу приймається протилежно поляризованою антеною, це спричиняє перехресні завади, що погіршує співвідношення сигнал/шум. Здатність антени зберігати ці ортогональні канали розділеними вимірюється параметром, який називається перехресною поляризаційною дискримінацією (cross polarization discrimination). У передавальній антені перехресна поляризаційна дискримінація – це частка потужності антени однієї поляризації, що випромінюється в іншій поляризації. Наприклад, через незначні недосконалості антена з вертикально поляризованою фідерною антеною буде випромінювати невелику кількість своєї потужності в горизонтальній поляризації, - ця частка є перехресною поляризаційною дискримінацією. У приймальній антені перехресна поляризаційна дискримінація — це відношення потужності сигналу, прийнятого на протилежній поляризації, до потужності, прийнятої тією самою антеною на правильній поляризації, коли антена освітлюється двома ортогонально поляризованими радіохвилями однакової потужності. Якщо система антени має погану перехресну поляризаційну дискримінацію, для зменшення перехресних завад часто можна використовувати алгоритми цифрової обробки сигналу із заглушенням перехресної поляризації.

### Подвійна форма відбивача
В кассегренівській та грегоріанській антенах наявність двох відбивних поверхонь на шляху сигналу надає додаткові можливості для покращення ефективності антени. Коли потрібна найвища ефективність, можна використовувати техніку, звану подвійним відбивачем. Вона включає зміну форми вторинного відбивача, щоб направити більше потужності сигналу на зовнішні області головного відбивача й досягти максимально рівномірного його освітлення, щоб максимізувати підсилення. Однак це означає, що вторинний відбивач вже не є точно гіперболічним (хоча все ще дуже близький до гіперболічної форми), і постійність фази втрачається. Цю фазову помилку, однак, можна компенсувати, трохи змінивши форму головного відбивача. В результаті вдається досягти вищого коефіцієнту підсилення або меншого переливання, але ціною поверхонь, складніших для виготовлення та перевірки. Також можна досягати інших схем освітлення головного відбивача, наприклад, з центральним отвором для зменшення затінення променя вторинним відбивачем.

## Підсилення
Спрямованість антени вимірюється безрозмірним параметром, званим її коефіцієнтом підсилення. Він визначається як відношення потужності, отриманої антеною від джерела вздовж осі її променя, до потужності, отриманої гіпотетичною ізотропною антеною. Коефіцієнт підсилення параболічної антени становить
{\displaystyle G={\frac {4\pi A}{\lambda ^{2}}}e_{A}=\left({\frac {\pi d}{\lambda }}\right)^{2}e_{A}}
де:
- {\displaystyle A} – площа апертури антени, тобто спроєктована площа параболічного відбивача. Для круглої параболічної антени {\displaystyle A=\pi d^{2}/4}, що й дає другу формулу вище.
- {\displaystyle d} - діаметр параболічного відбивача, якщо він круглий.
- {\displaystyle \lambda } - довжина радіохвилі.
- {\displaystyle e_{A}} - безрозмірний параметр між 0 і 1, який називається ефективністю апертури. Ефективність апертури типових параболічних антен становить від 0,55 до 0,70.

Можна побачити, що, як і у випадку з будь-якою апертурною антеною, чим більша апертура порівняно з довжиною хвилі, тим вище підсилення. Коефіцієнт підсилення збільшується разом із квадратом відношення ширини апертури до довжини хвилі, тому великі параболічні антени, наприклад, використовувані для зв’язку космічних кораблів і радіотелескопів, можуть мати надзвичайно високий коефіцієнт підсилення. Застосовуючи наведену вище формулу до антен діаметром 25 метрів, які часто використовуються в решітках радіотелескопів і супутникових наземних антенах на довжині хвилі 21 см (1,42 ГГц), отримуємо максимальне підсилення приблизний в 140 000 разів або приблизно на 52 дБ (децибелів над ізотропним рівнем). Найбільшою параболічною антеною у світі є радіотелескоп FAST на південному заході Китаю, ефективна апертура якого становить близько 300 метрів. Коефіцієнт підсилення цієї антени на 3 ГГц становить приблизно 90 мільйонів, або 80 дБ.
Ефективність апертури eA є основною змінною, яка враховує різні втрати, що зменшують підсилення антени від максимального, якого можна було б досягти за даної апертури. Основними факторами, що знижують ефективність апертури параболічних антен, є
- Переливання (feed spillover). Частина випромінювання від фідерної антени падає за межі відбивача й не робить внеску в головний промінь.
- Конус підсвічування фідера (feed illumination taper). Максимальне підсилення для будь-якої апертурної антени досягається лише тоді, коли інтенсивність випромінюваного променя є постійною по всій площі апертури. Однак випромінювання від фідерної антени зазвичай послаблюється до зовнішнього краю відбивача, тому зовнішні частини відбивача освітлюються меншою інтенсивністю випромінювання. Навіть якби фідер давав рівномірний розподіл випромінювання за кутом в межах відбивача, зовнішні частини відбивача розташовані далі від фідера, ніж внутрішні, тому інтенсивність падала б із віддаленням від центру. Отже, інтенсивність променя, випромінюваного параболічною антеною, є максимальною в центрі параболічного відбивача і падає з віддаленням від осі, знижуючи ефективність.
- Блокування апертури (aperture blockage). У параболічних антенах із передньою подачею, де фідерна антена розташована перед відбивачем на шляху променя (а також у кассегренівській та грегоріанській конструкціях), фідерна антена та її опори блокують частину променя. У невеликих антенах, таких як домашні супутникові тарілки, де розмір фідера є порівнянним з розміром антени, це може серйозно знизити підсилення антени. Щоб запобігти цій проблемі, ці типи антен часто використовують зміщену подачу, де фідерна антена розташована збоку, за межами променя. Ефективність апертури для цих типів антен може досягати 0,7-0,8.
- Помилки форми (shape errors). Випадкові помилки поверхні у формі рефлектора знижують ефективність. Ці втрати описують рівнянням Рузе.

## Діаграма спрямованості

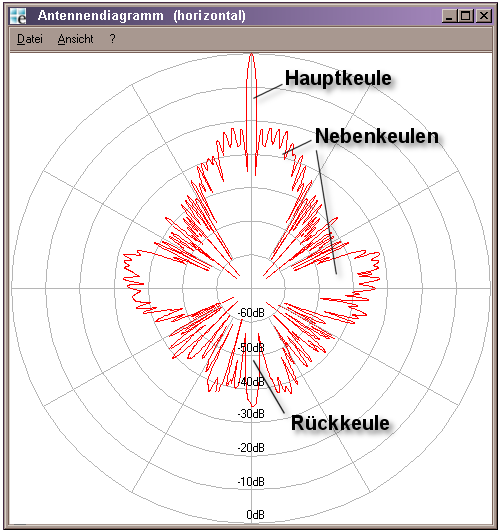
Приклад діаграми спрямованості параболічної антени. Головна частина (верхівка) має ширину лише кілька градусів. Усі бічні пелюстки розташовані принаймні на 20 дБ нижче (1/100 густини потужності) основної пелюстки, а більшість навіть на понад 30 дБ нижче. Якби цю діаграму зобразили в лінійному масштабі замість логарифмічного, усі пелюстки, окрім основної, були б занадто малими, щоб їх побачити.

У параболічних антенах практично вся випромінювана потужність зосереджена у вузькій головній пелюстці вздовж осі антени. Решта потужності випромінюється в бічних пелюстках, зазвичай набагато менших за головну. Оскільки апертура рефлектора параболічних антен набагато більша за довжину хвилі, дифракція зазвичай викликає багато вузьких бічних пелюсток, і діаграма цих бічних пелюсток є складною. Також зазвичай є зворотня пелюстка, у протилежному напрямку від основної пелюстки, через випромінювання фідерної антени, яке не влучає у відбивач.

### Ширина променя
Кутова ширина променя, випромінюваного антенами з високим коефіцієнтом підсилення, вимірюється шириною променя на половинній потужності, яка є кутовою відстанню між точками на діаграмі спрямованості антени, в яких потужність падає до половини (-3 дБ) від свого максимального значення. Для параболічних антен ширина променя на половинній потужності θ визначається як
{\displaystyle \theta =k\lambda /d\,},
де k — коефіцієнт, який слабко залежить від форми відбивача та схеми подачі сигналу. Для ідеального рівномірно освітленого параболічного відбивача та θ, вираженого у градусах, k буде 57,3 (кількість градусів у радіані). Для типової параболічної антени k становить близько 70.
Для типової 2-метрової супутникової антени, що працює в C- діапазоні (4 ГГц), ця формула дає ширину променя приблизно 2,6°. Для антени радіотелескопа Аресібо на частоті 2,4 ГГц ширина променя становить 0,028°. Оскільки параболічні антени можуть створювати дуже вузькі промені, їхнє наведення може бути проблематичним. Деякі параболічні антени оснащені прицілом, щоб їх можна було точно навести на іншу антену.
Між підсиленням і шириною променя існує обернена залежність. Поєднавши рівняння для ширини променя з рівнянням для підсилення, можна отримати співвідношення

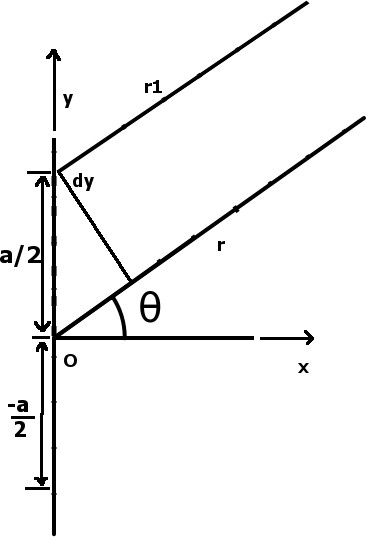
Кут від нормалі до апертури.

{\displaystyle G=\left({\frac {\pi k}{\theta }}\right)^{2}\ e_{A}}

### Формула діаграми спрямованості
Випромінювання від великого параболоїда з рівномірно освітленою апертурою по суті еквівалентне випромінюванню від круглої апертури такого ж діаметра {\displaystyle D} у нескінченній металевій пластині, на яку падає однорідна плоска хвиля.
Діаграму поля випромінювання можна розрахувати, застосовуючи принцип Гюйгенса до такої прямокутної апертури. Картину електричного поля можна знайти, обчисливши інтеграл дифракції Фраунгофера по круглій апертурі. Його також можна визначити за допомогою зон Френеля.
{\displaystyle E=\int \int {\frac {A}{r_{1}}}e^{j(\omega t-\beta r_{1})}dS=\int \int e^{2\pi i(lx+my)/\lambda }dS}
де {\displaystyle \beta =\omega /c=2\pi /\lambda }. Використовуючи полярні координати, {\displaystyle x=\rho \cdot \cos \theta } і {\displaystyle y=\rho \cdot \sin \theta }. Враховуючи симетрію
{\displaystyle E=\int \limits _{0}^{2\pi }d\theta \int \limits _{0}^{\rho _{0}}e^{2\pi i\rho \cos \theta l/\lambda }\rho d\rho }

і використовуючи функції Бесселя першого порядку, отримуємо картину електричного поля {\displaystyle E(\theta )},
{\displaystyle E(\theta )={\frac {2\lambda }{\pi D}}{\frac {J_{1}[(\pi D/\lambda )\sin \theta ]}{\sin \theta }}}
де {\displaystyle D} - діаметр апертури антени в метрах, {\displaystyle \lambda } - довжина хвилі в метрах, {\displaystyle \theta } - кут від осі симетрії антени у радіанах, як показано на рисунку, а {\displaystyle J_{1}} - функція Бесселя першого порядку. Визначення перших нулів діаграми спрямованості дає ширину променя {\displaystyle \theta _{0}}. Оскільки {\displaystyle J_{1}(x)=0} для {\displaystyle x=3.83}, то
{\displaystyle \theta _{0}=\arcsin {\frac {3.83\lambda }{\pi D}}=\arcsin {\frac {1.22\lambda }{D}}}.

Коли апертура велика, кут {\displaystyle \theta _{0}} дуже маленький, тому {\displaystyle \arcsin(x)} приблизно дорівнює {\displaystyle x}. Це дає таку загальну формулу для ширини променя:
{\displaystyle \theta _{0}\approx {\frac {1.22\lambda }{D}}\,{\text{(in radians)}}={\frac {70\lambda }{D}}\,{\text{(in degrees)}}}

## Історія
Ідея використання параболічних рефлекторів для радіоантен була взята з оптики, де здатність параболічного дзеркала фокусувати світло в пучок була відома ще з часів античності. Конструкції деяких конкретних типів параболічних антен, таких як кассегренівська та грегоріанська антени, походять від аналогічних типів телескопів-рефлекторів.
Першу в світі параболічну рефлекторну антену сконструював у 1888 році німецький фізик Генріх Герц. Антена являла собою циліндричний параболічний відбивач, виготовлений з листового цинку й підтримуваний дерев'яною рамою, а його фідерною антеною служив розташований вздовж фокальної лінії 26-сантиметровий диполь, збуджуваний від іскрового проміжку. Антена мала апертуру 2 м у висоту і 1,2 м в ширину, з фокусною відстанню 0,12 метра, і працювала на частоті близько 450 МГц. Маючи дві такі антени, одну для передачі, а іншу для прийому, Герц продемонстрував існування радіохвиль, які за 22 роки перед тим теоретично передбачив Джеймс Клерк Максвелл. На ранньому етапі застосування радіо обмежувалося низькими частотами, незручними для використання параболічних антен. Параболічні антени стали поширюватись тільки із закінченням Другої світової війни, коли стали використовувати мікрохвильові частоти.
Італійський піонер радіо Гульєльмо Марконі використовував параболічний рефлектор у 1930-х роках у дослідженнях УВЧ-передач зі свого човна в Середземному морі. У 1931 році був продемонстрований мікрохвильовий релейний телефонний зв’язок через Ла-Манш на частоті 1,7 ГГц за допомогою 3-метрової параболічної антени. Першу велику параболічну антену діаметром 9 м побудував у 1937 році на своєму задньому дворі піонер радіоастрономії Гроте Ребером, і проведене ним дослідження неба стало однією з подій, які започаткували галузь радіоастрономії.
Розвиток радіолокації під час Другої світової війни дав великий поштовх дослідженням параболічних антен.Зокрема, були досліджені антени, у яких діаграма спрямованості мала спеціальну форму, відрізняючись у вертикальному та горизонтальному напрямках. Після війни були побудовані радіотелескопи з дуже великими параболічними антенами. 100-метровий Грін-Бенкський радіотелескоп зараз є найбільшою у світі повністю рухомою параболічною антеною.
У 1960-х роках параболічні антени почали широко використовуватися в наземних мікрохвильових ретрансляційних мережах зв’язку для міжконтинентальної передачі телефонних дзвінків та телевізійних програм. Перша параболічна антена, яка використовується для супутникового зв'язку, була побудована в 1962 році в Гунгіллі в Корнуоллі, Англія, для зв'язку з супутником Telstar. Кассегренівська антена була розроблена в Японії в 1963 році компаніями NTT, KDDI і Mitsubishi Electric. Поява в 1970-х роках комп’ютерних інструментів проєктування, таких як NEC, здатних обчислювати діаграму спрямованості параболічних антен, призвела до розробки складних асиметричних конструкцій з кількома рефлекторами та кількома фідерами.